# Облачина
Облачина је насеље у југоисточној Србији општини Мерошина у Нишавском округу. Према попису из 2022. било је 337 становника (према попису из 1991. било је 501 становника). Насеље је удаљено од центра Ниша 20 километара

## Географија
На домак села налази се Облачинско језеро које са околином пружа изванредне могућности за одмор, забаву и туризам.
У околини села је раније био велики број воћњака (плантажа) са чувеном Облачинском вишњом док их је сада много мање углавном због отежаних услова привређивања.

## Демографија
У насељу Облачина живи 376 пунолетних становника, а просечна старост становништва износи 46,6 година (46,1 код мушкараца и 47,0 код жена). У насељу има 138 домаћинстава, а просечан број чланова по домаћинству је 3,21.
Ово насеље је великим делом насељено Србима (према попису из 2002. године), а у последња три пописа, примећен је пад у броју становника.
|  |

| Демографија | Демографија | Демографија |
| Година      | Становника  | Становника  |
| ----------- | ----------- | ----------- |
| 1948.       | 533         |             |
| 1953.       | 612         |             |
| 1961.       | 574         |             |
| 1971.       | 572         |             |
| 1981.       | 586         |             |
| 1991.       | 501         | 488         |
| 2002.       | 443         | 464         |
| 2011.       | 447         |             |

| Етнички састав према попису из 2002.‍ | Етнички састав према попису из 2002.‍ | Етнички састав према попису из 2002.‍ | Етнички састав према попису из 2002.‍ | Етнички састав према попису из 2002.‍ |
| ------------------------------------ | ------------------------------------ | ------------------------------------ | ------------------------------------ | ------------------------------------ |
|                                      |                                      |                                      |                                      |                                      |
| Срби                                 | Срби                                 |                                      | 426                                  | 96,16%                               |
| Роми                                 | Роми                                 |                                      | 7                                    | 1,58%                                |
| Македонци                            | Македонци                            |                                      | 1                                    | 0,22%                                |
| непознато                            | непознато                            |                                      | 6                                    | 1,35%                                |

| Година пописа     | 1948. | 1953. | 1961. | 1971. | 1981. | 1991. | 2002. |
| ----------------- | ----- | ----- | ----- | ----- | ----- | ----- | ----- |
| Број домаћинстава | 77    | 99    | 130   | 137   | 151   | 135   | 138   |

| Број чланова      | 1  | 2  | 3  | 4  | 5  | 6  | 7 | 8 | 9 | 10 и више | Просек |
| ----------------- | -- | -- | -- | -- | -- | -- | - | - | - | --------- | ------ |
| Број домаћинстава | 23 | 36 | 24 | 24 | 15 | 11 | 2 | 2 | 1 | 0         | 3,21   |

| Пол    | Укупно | Неожењен/Неудата | Ожењен/Удата | Удовац/Удовица | Разведен/Разведена | Непознато |
| ------ | ------ | ---------------- | ------------ | -------------- | ------------------ | --------- |
| Мушки  | 187    | 32               | 128          | 18             | 3                  | 6         |
| Женски | 199    | 26               | 124          | 36             | 6                  | 7         |
| УКУПНО | 386    | 58               | 252          | 54             | 9                  | 13        |

| Пол    | Укупно                    | Пољопривреда, лов и шумарство | Рибарство                            | Вађење руде и камена | Прерађивачка индустрија       |
| ------ | ------------------------- | ----------------------------- | ------------------------------------ | -------------------- | ----------------------------- |
| Мушки  | 99                        | 32                            | 0                                    | 0                    | 24                            |
| Женски | 61                        | 19                            | 0                                    | 0                    | 8                             |
| УКУПНО | 160                       | 51                            | 0                                    | 0                    | 32                            |
| Пол    | Производња и снабдевање   | Грађевинарство                | Трговина                             | Хотели и ресторани   | Саобраћај, складиштење и везе |
| Мушки  | 1                         | 4                             | 9                                    | 0                    | 10                            |
| Женски | 1                         | 1                             | 13                                   | 6                    | 0                             |
| УКУПНО | 2                         | 5                             | 22                                   | 6                    | 10                            |
| Пол    | Финансијско посредовање   | Некретнине                    | Државна управа и одбрана             | Образовање           | Здравствени и социјални рад   |
| Мушки  | 0                         | 2                             | 5                                    | 6                    | 1                             |
| Женски | 0                         | 0                             | 1                                    | 6                    | 6                             |
| УКУПНО | 0                         | 2                             | 6                                    | 12                   | 7                             |
| Пол    | Остале услужне активности | Приватна домаћинства          | Екстериторијалне организације и тела | Непознато            | Непознато                     |
| Мушки  | 3                         | 0                             | 0                                    | 2                    | 2                             |
| Женски | 0                         | 0                             | 0                                    | 0                    | 0                             |
| УКУПНО | 3                         | 0                             | 0                                    | 2                    | 2                             |